# Cova d'en Borinó
La cova d'en Borinó és una cova artificial prehistòrica situada a escassos metres del tall del torrent d'Alfàbia, a la possessió de Son Marrano del municipi de Llucmajor, Mallorca. La seva planta és irregular amb una columna exempta. Conté un nínxol que s'ha reaprofitat. La cova fou condicionada per a habitatge i en resten visibles finestres i el portal amb un tancament de pedra. A l'interior es picaren a les parets algunes prestatgeries i part de l'aflorament rocós de marès que constitueix el sòl es treballà tot creant diversos desnivells. A l'exterior existeix una segona façana orientada al sud-oest, dista tres metres de l'entrada i presenta un portal i dues finestres.